# Frequenza allelica
La frequenza allelica è la misura della frequenza relativa di un allele su un locus genetico nella popolazione. Di solito si esprime come proporzione o percentuale. In genetica delle popolazioni, le frequenze alleliche mostrano la diversità genetica di una popolazione della specie o allo stesso modo la ricchezza del suo pool genetico. 

## Definizione
La frequenza allelica è definita come segue:
Presi:
1. un particolare locus del cromosoma e il gene che occupa quel locus;

2. una popolazione di individui che hanno n loci in ognuna delle loro cellule somatiche (p.e. due loci nelle cellule di specie diploidi, che contengono due insiemi di cromosomi);

3. una variante (o allele) del gene
la frequenza allelica risulta essere la "frazione" o la "percentuale di loci che l'allele occupa nella popolazione".
Per esempio, se la frequenza di un allele è del 20% in una popolazione data, allora tra i membri della popolazione uno su cinque cromosomi porterà quell'allele. Quattro su cinque saranno occupati da altre varianti del gene. Si noti che per geni diploidi la frazione di individui che portano questo allele può essere circa due su cinque. Se l'allele si distribuisce a caso, allora si applicherà il teorema binomiale: il 32% della popolazione sarà eterozigote per l'allele (avendo una copia di quell'allele e una copia di un altro allele in ogni cellula somatica) e il 4% sarà omozigote (portando due copie dell'allele). Insieme, questo significa che il 36% degli individui diploidi dovrebbero portare un allele che ha frequenza del 20%. Comunque, gli alleli si combinano casualmente solo secondo certe ipotesi, inclusa quella relativa all'assenza di selezione. Quando si verificano tali condizioni, si dice che una popolazione è nell'equilibrio di Hardy-Weinberg.
Le frequenze di tutti gli alleli di un gene dato spesso sono messe a grafico insieme in un istogramma relativo alla distribuzione della frequenza allelica. La genetica delle popolazioni studia le diverse forze che potrebbero portare a cambiamenti nella distribuzione e frequenza degli alleli - in altre parole, all'evoluzione. Oltre alla selezione, queste forze includono deriva genetica, mutazione e migrazione.

## Calcolo delle frequenze alleliche a partire dalle frequenze del genotipo
Se f(AA), F(Aa) e f(aa) sono le frequenze di tre genotipi in un locus con due alleli, allora la frequenza p dell'allele A e la frequenza q dell'allele a si ottengono contando gli alleli. Poiché ogni omozigote AA consiste solo di alleli A, e dato che metà degli alleli di ogni eterozigote Aa sono alleli A, la frequenza totale p di alleli A nella popolazione si calcola come:
{\displaystyle p=f(\mathbf {AA} )+{\frac {1}{2}}f(\mathbf {Aa} )=} frequenza di A
In modo analogo, la frequenza q dell'allele a è data da
{\displaystyle q=f(\mathbf {aa} )+{\frac {1}{2}}f(\mathbf {Aa} )=} frequenza di a
Ci si aspetta che la somma di p e q sia 1, dato che essi sono le frequenze degli unici due alleli presenti. Infatti otteniamo:
{\displaystyle p+q=f(\mathbf {AA} )+f(\mathbf {aa} )+f(\mathbf {Aa} )=1}
e da quest'ultima:
{\displaystyle q=1-p} e {\displaystyle p=1-q}
Se ci sono più di due diverse forme alleliche, la frequenza per ogni allele è semplicemente la frequenza del suo omozigote più la metà della somma delle frequenze per tutti gli altri eterozigoti in cui appare quel determinato allele.
La frequenza allelica può essere sempre calcolata dalla frequenza del genotipo, dato che l'altro allele richiede che le condizioni di Hardy-Weinberg di accoppiamento casuale vengano comunque applicate.

## Una popolazione esemplare
Si consideri una popolazione di dieci individui e un dato locus con due possibili alleli, A e a. Si supponga che i genotipi degli individui siano i seguenti:
AA, Aa, AA, aa, Aa, AA, AA, Aa, Aa, e AA
Allora le frequenze alleliche dell'allele A e dell'allele a sono:
{\displaystyle p=prob_{A}={\frac {2+1+2+0+1+2+2+1+1+2}{20}}=0.7}
ovvero c'è un 70% di probabilità che la popolazione riceva questo allele,
{\displaystyle q=prob_{a}={\frac {0+1+0+2+1+0+0+1+1+0}{20}}=0.3}
e c'è un 30% di probabilità che la popolazione ottenga questo.

## L'effetto della mutazione
Sia ú la percentuale di mutazione dell'allele A in un altro allele a (la probabilità che una copia del gene A diventi a nel corso della replicazione del DNA precedente la meiosi). Se pt è la frequenza dell'allele A nella generazione t, e {\displaystyle q_{t}=1-p_{t}} è la frequenza dell'allele a nella medesima generazione, e se non ci sono altre cause di cambiamento della frequenza del gene (niente selezione naturale, ad esempio), allora il cambiamento nella frequenza allelica in una generazione è determinato da:
{\displaystyle \Delta p_{t}-p_{t-1}=\left(p_{t-1}-{\acute {u}}p_{t-1}\right)-p_{t-1}=-{\acute {u}}p_{t-1}}
dove pt-1 è la frequenza della generazione precedente. Questo ci dice che la frequenza di A diminuisce (e la frequenza di a aumenta) di una quantità proporzionale alla percentuale di mutazione ú e alla proporzione p di tutti i geni che possono ancora mutare. Perciò {\displaystyle \Delta p} diventa più piccolo man mano che la frequenza di p stesso diminuisce, perché ci sono sempre meno alleli A che possono mutare in alleli a. Possiamo allora concludere che, dopo n generazioni di mutazioni, approssimativamente:
{\displaystyle p_{n}=p_{0}e^{-n{\acute {u}}}}